# Suzanne Zélie Pauline Veil
Suzanne Zélie Pauline Veil (Paris, 28 avril 1886 - Paris, 24 février 1956) est une chimiste française.

## Publications partielles
- Recherches sur quelques propriétés physico-chimiques des oxydes métalliques et de leurs mélanges, 1er janvier 1920
- Francis William Aston et Suzanne-Zélie-Pauline Veil, Les Isotopes eIsotopese, 1er janvier 1923
- Mme R. Duval, Mlle S. Veil et MM. C. Eichner, P. Job, V. Lombard, Nickel, chrome, cobalt, étude générale des complexes, 1er janvier 1933
- Les Phénomènes périodiques de la chimie, 1er janvier 1934
- Manuel de radiologie industrielle eHandbook of industrial radiologye, 1er janvier 1948